# District de Mahajanga I
Le district de Mahajanga I est une subdivision administrative de la région de Boeny, située dans l'ouest de Madagascar.
Ce district urbain de 53 km2 représente une partie de la ville de Mahajanga (Majunga en français), chef-lieu de la région.

## Démographie
Le district comptait environ 136 000 habitants en 2001.